# Tóth Tibor (antropológus)
Tóth Tibor (Szolnok, 1929. január 5. – Budapest, 1991. október 3.) antropológus, igazgató, a biológiatudományok akadémiai doktora, a keleti magyarok felfedezője.

## Életútja
Tóth Tibor 1947–1952 között az Eötvös Loránd Tudományegyetem (ELTE) Természettudományi Karára járt, 1954–1958 között a moszkvai Lomonoszov Egyetem Embertani Tanszékének aspiránsa. 1960-ban az ELTE-n természettudományi egyetemi doktori címet szerzett. 1958-tól kezdett dolgozni a Természettudományi Múzeum Embertani Tárában tudományos főmunkatársi beosztásban. 1962 októberétől osztályvezető-helyettes, 1965-től 1990. december 31-ig a Magyar Természettudományi Múzeum (MTM) Embertani Tárának igazgatója. 1978-ban védte meg Magyarország lakosságának szomatológiája és paleoantropológiája című akadémiai doktori értekezését, Moszkvában.

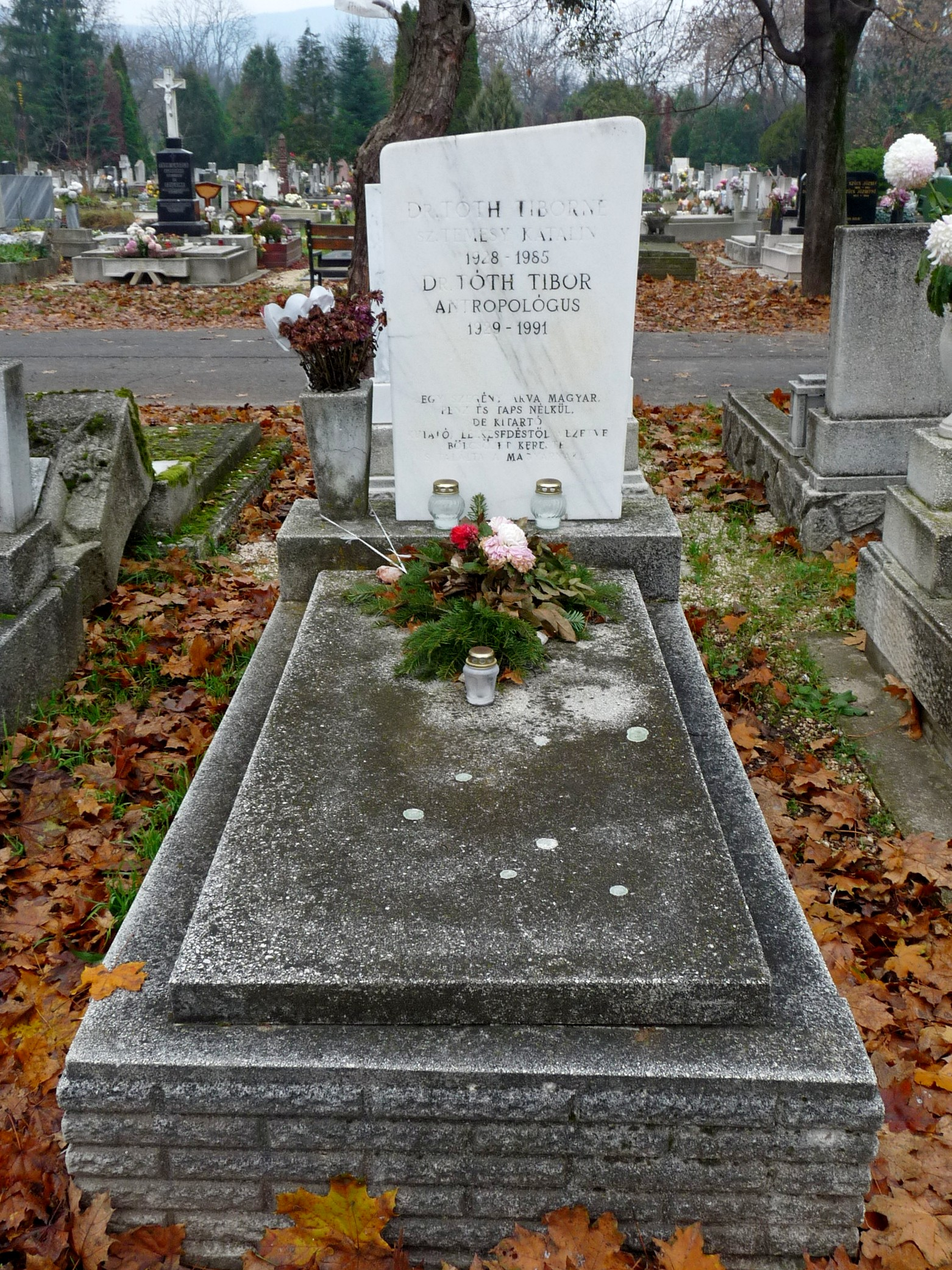
Síremléke az Óbudai temetőben (10-I-93)

## A keleti magyarok felfedezése
Az 1960-as években készült akadémiai doktori disszertációjának megvédésére. Több mint háromezer mérést végzett sokkötetes, máig kiadatlan disszertációjához a Szovjetunió több köztársaságában. 1964 tavaszán Baskíriában megkezdett munkáját, a kipcsakok felmérését szerette volna folytatni a Kazah Szovjet Köztársaság területén. Almatiban, a Kazak Akadémia ülésén Szeitbek Nurhanov torgaji származású nyelvész hívta fel Tóth Tibor figyelmét a torgaji madijar törzsre. 1965-ben ők ketten el is jutottak a torgaji területre, ahol Tóth Tibor számos antropológiai felmérést végzett a magát madiarnak (ejtsd: magyar) nevező törzs tagjai között. Felfedezését Tóth Tibor publikálta Budapesten és Alma-Atában is. Megállapította, hogy az argün népcsoportnak a Torgaj-mélyedésben élő madijar törzse száznyolcvan családból, mintegy kilencszáz-kilencszázötven főből áll. Tagjai az argünök más törzseinek tagjaival és környékbeli kipcsakokkal házasodnak össze. Nomád életet élnek. Nemzetségfőjük nevét valamennyien ismerik, családfájukat tíz-tizenkét nemzedékig tudják visszavezetni. Antropológiailag a dél-szibériai rasszhoz tartoznak, embertani jellegzetességeik a kazak nép Középső és Kis Hordájának vizsgálati szériáihoz állnak közel.
Később szeretett volna Magyarországról visszamenni a Torgaj-vidékre magyarokból álló néprajzos, nyelvész-, régészexpedícióval. Szenzációs felfedezéséről népszerű formában a Magyar Nemzetben írt Aczél Kovách Tamás 1967-ben és 1968-ban. Azonban a megálmodott expedíció nem jött létre. Már az is csoda volt, hogy Tóth Tibor egyáltalán eljutott a külföldiek számára szigorúan zárt területre. Fényképezésre nem kapott engedélyt. Idehaza irigység és közöny, az értetlenség sodorta eredményeit a teljes feledésbe. Tóth Tibor meg nem értett, csalódott emberként halt meg 1991-ben – éppen abban az évben, amikor megalakult a független Kazah Köztársaság, és ezzel elhárultak az adminisztratív akadályok a kazah földön folyó elfogulatlan néprajzi, történeti, régészeti kutatások elől.
Dr. Tóth Tibor 1965-ös Kazahsztáni expedíciójának körülményeit, a munka továbbfolytatásának akadályait Benkő Mihály ismerteti Torgaji Madiarok - Keleti Magyar Néptöredék Kazakisztánban című, színes fotókkal gazdagon illusztrált könyvében.
A keleti magyarokkal kapcsolatos kutatómunkát a rendszerváltás után Benkő Mihály történész, keletkutató, író és dr. Bíró András Zsolt antropológus, humánbiológus folytatta.

## A keleti magyarokkal és a magyarság etnogenezisével kapcsolatos főbb művei
- A honfoglaló magyarság etnogenezisének problémája (Problèmes de l'ethnogenèse des Hongrois Conquérants) Anthropologiai Közlemények IX., 1965, 4. sz. 139–149. o., (előadás szövege, mely elhangzott a II. Nemzetközi Finnugor Kongresszus Embertani Szekciójában, 1965. aug. 26-án, Helsinkiben);
- Tanulmányúton a Szovjetunióban (Újfalvy Károly nyomában). Anthropológiai Közlemények, X. (1966/4), 139.;
- Az ősmagyarok mai relictumáról. (Előzetes beszámoló). MTA, a Biológiai osztály közleményei, 1966, 283–299.;
- Az ősmagyarok genezisének szarmatakori etapjáról. A Magyar Tudományos Akadémia filozófiai és történettudományi osztályának közleményei (1969) 18 (1): 85–95.

## Bibliográfia
- Pap I.–Makra Sz.: List of Dr. Tóth Tibor's scientific publications Anthropologia hungarica 22, 1992, 7–16. o.;
- Tóth Tibor tudományos hagyatéka, Természettudományi Múzeum, Embertani Tár.;